# Mark Macon
Mark L. Macon (Saginaw, 14 aprile 1969) è un ex cestista e allenatore di pallacanestro statunitense, professionista nella NBA.

## Carriera
È stato selezionato dai Denver Nuggets al primo giro del Draft NBA 1991 (8ª scelta assoluta).

## Statistiche

### College
| Anno      | Squadra     | PG  | PT | MP   | TC%  | 3P%  | TL%  | RP  | AP  | PRP | SP  | PP   |
| --------- | ----------- | --- | -- | ---- | ---- | ---- | ---- | --- | --- | --- | --- | ---- |
| 1987-1988 | Temple Owls | 34  | 34 | 35,4 | 45,4 | 42,2 | 77,1 | 5,6 | 2,9 | 1,8 | 0,1 | 20,6 |
| 1988-1989 | Temple Owls | 30  | 30 | 37,9 | 40,7 | 32,1 | 77,6 | 5,6 | 3,8 | 2,8 | 0,2 | 18,3 |
| 1989-1990 | Temple Owls | 31  | -  | 38,5 | 38,9 | 33,0 | 79,8 | 6,0 | 2,2 | 2,3 | 0,1 | 21,9 |
| 1990-1991 | Temple Owls | 31  | -  | 38,4 | 43,9 | 41,8 | 76,6 | 4,9 | 2,3 | 2,1 | 0,1 | 22,0 |
| Carriera  | Carriera    | 126 | 64 | 37,5 | 42,3 | 37,4 | 77,9 | 5,6 | 2,8 | 2,2 | 0,1 | 20,7 |

### NBA

#### Regular Season
| Anno      | Squadra         | PG  | PT  | MP   | TC%  | 3P%  | TL%  | RP  | AP  | PRP | SP  | PP   |
| --------- | --------------- | --- | --- | ---- | ---- | ---- | ---- | --- | --- | --- | --- | ---- |
| 1991-1992 | Denver Nuggets  | 76  | 67  | 30,3 | 37,5 | 13,3 | 73,0 | 2,9 | 2,2 | 2,0 | 0,2 | 10,6 |
| 1992-1993 | Denver Nuggets  | 48  | 27  | 23,8 | 41,5 | 0,0  | 70,0 | 2,1 | 2,6 | 1,4 | 0,1 | 7,5  |
| 1993-1994 | Denver Nuggets  | 7   | 0   | 18,0 | 31,1 | 0,0  | 80,0 | 1,0 | 1,6 | 0,9 | 0,1 | 5,1  |
| 1993-1994 | Detroit Pistons | 35  | 1   | 10,6 | 39,6 | 28,6 | 62,5 | 1,0 | 1,1 | 0,9 | 0,0 | 3,6  |
| 1994-1995 | Detroit Pistons | 55  | 6   | 13,1 | 38,1 | 32,3 | 79,4 | 1,4 | 1,1 | 1,2 | 0,0 | 5,0  |
| 1995-1996 | Detroit Pistons | 23  | 0   | 12,5 | 43,3 | 46,7 | 81,8 | 1,0 | 0,7 | 0,7 | 0,0 | 3,2  |
| 1998-1999 | Detroit Pistons | 7   | 3   | 9,9  | 20,0 | 33,3 | -    | 0,7 | 0,6 | 0,7 | 0,1 | 1,3  |
| Carriera  | Carriera        | 251 | 104 | 20,0 | 38,4 | 27,0 | 73,5 | 1,9 | 1,7 | 1,4 | 0,1 | 6,7  |

## Palmarès
- McDonald's All-American Game (1987)
- NCAA AP All-America Second Team (1988)
- NBA All-Rookie Second Team (1992)